# Phyllodurus abdominalis
Phyllodurus abdominalis là một loài chân đều trong họ Bopyridae. Loài này được Stimpson miêu tả khoa học năm 1857.